# Alexandru Bălănescu
Alexandru Bălănescu (n. 14 iunie 1946) este un deputat român, ales în 2016. 